# 国民議会 (モナコ)
国民議会（こくみんぎかい、フランス語: Conseil National）は、モナコの立法府である。

## 議院概要

### 定数
24人。

### 選挙
非拘束名簿式比例代表。
プレミアム制を導入し、最大の得票を得た政党に16議席を配分。
16議席は政党名簿に掲載している候補者の個人得票数によって名簿順位を確定し当選者を決定する。票数が同じ場合は年長者が当選する。
残りの8議席を比例代表で配分し、各政党の候補者順位は個人得票数によって決定する。

## 選挙資格と被選挙資格
- 選挙資格：18歳以上の国民。
- 被選挙資格：25歳以上の国民。

### 任期
5年。ただし、国民議会が解散された場合、任期満了前に終了する。

### 院内勢力
| 院内勢力           | 議員数 | 政党（議員数） | 政党（議員数） | 議席率   |
| ------------------ | ------ | -------------- | -------------- | -------- |
| プリオリテ・モナコ | 0013   |                |                | 0087.49% |
| オリゾン・モナコ   | 0008   |                |                | 00 8.34% |
| モナコ連合         | 0003   |                |                | 0004.17% |
| 合計               | 0024   |                |                | 100.00%  |

## 議院組織
1年に2回召集される。

## 議院権限
議員は無報酬。

## 今まで行われた選挙
- 2023年モネガスク国政選挙[3]
- 2018年モネガスク国政選挙[4]
- 2013年モネガスク国政選挙[5]